# Marie Richardson

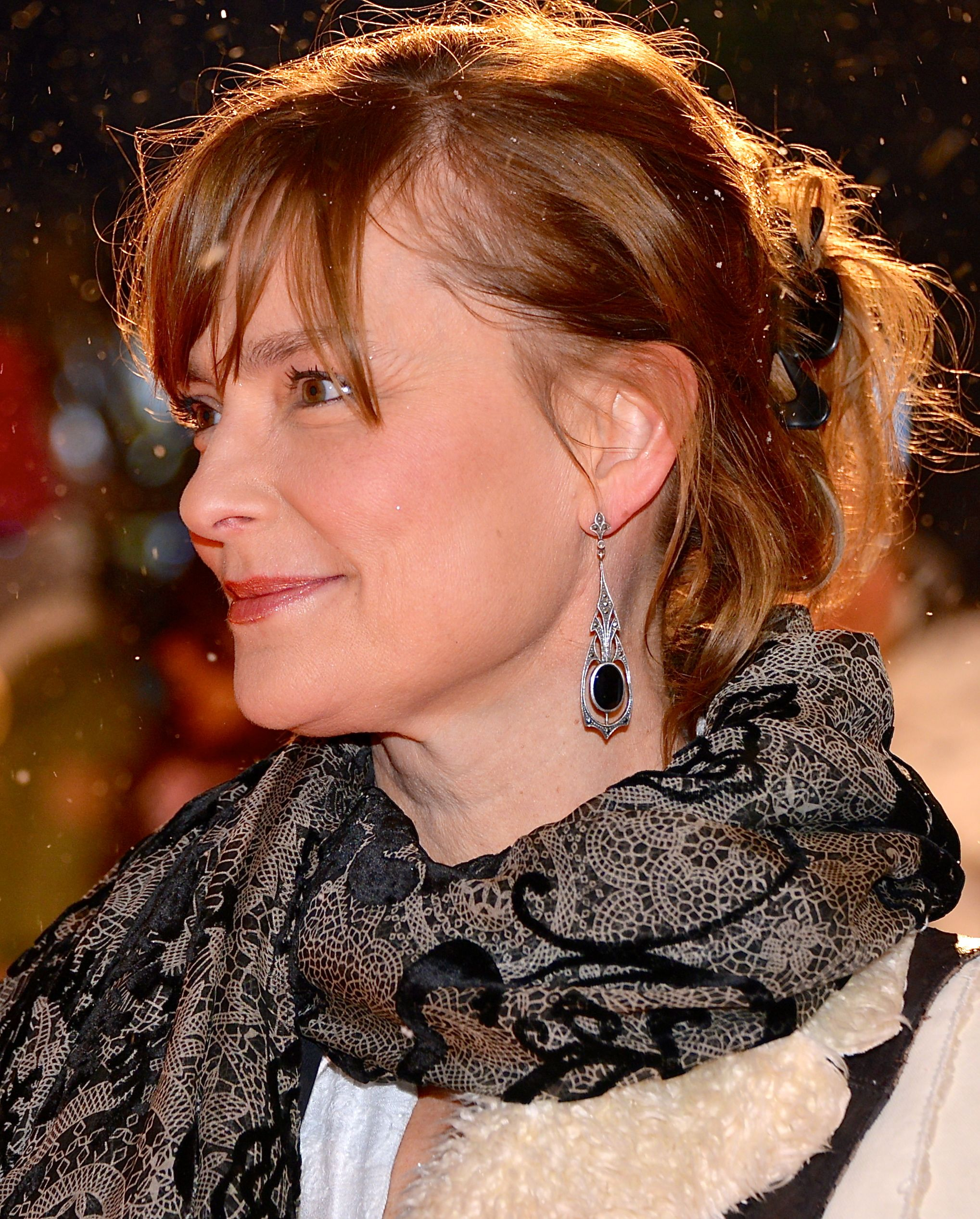
Marie Richardson (2011)

Marie Elisabet Richardson (* 6. Juni 1959 in Ljusdal, Schweden) ist eine schwedische Film- und Theaterschauspielerin.

## Leben
Marie Richardson ist ständiges Mitglied des Königlichen Dramatischen Theaters in Stockholm und begann erst 1987 ihre Filmkarriere. Dabei spielte sie in Önskas (1991), der Verfilmung des Kommissar-Beck-Romans Polis, polis, potatismos! (1993) und Gossip (2000) gemeinsam mit Rolf Lassgård, an dessen Seite sie seit 2002 auch als Polizistin Maja Thysell in den Verfilmungen der 
Wallander-Romane von Henning Mankell zu sehen ist. Die Rolle der Maja Thysell, die in den Romanen nicht vorkommt, entstand auf Wunsch des Regisseurs Birger Larsen, der großen Wert auf eine Zusammenarbeit mit Marie Richardson legte. 1999 war sie in einer Nebenrolle in Stanley Kubricks letztem Film Eyes Wide Shut neben Tom Cruise und Nicole Kidman zu sehen. Zudem hatte sie zahlreiche Gastauftritte in schwedischen Fernsehserien wie Skärgardsdoktorn oder Glöm inte mamma!.
Richardson lebt seit langem mit dem Schauspieler Jakob Eklund zusammen. Beide treten häufig gemeinsam vor der Kamera auf. So spielt sie seine Filmpartnerin Helén in seinen Auftritten als Johan Falk (Johan-Falk-Trilogie, GSI - Spezialeinheit Göteborg).
Eklund und Richardson haben zwei gemeinsame Kinder (1995 und 2000) und sind seit 2008 verheiratet. Eklund hat außerdem ein weiteres Kind (1980) aus einer früheren Beziehung.

## Filmografie (Auswahl)
Wallander-Verfilmungen:
- 2002: Die fünfte Frau (Den femte kvinnan), Regie: Birger Larsen
- 2003: Der Mann, der lächelte (Mannen som log), Regie: Leif Lindblom
- 2004: Mittsommermord (Steget efter), Regie: Birger Larsen
- 2005: Die Brandmauer (Brandvägg), Regie: Lisa Siwe
- 2007: Wallanders letzter Fall (Pyramiden), Regie: Daniel Lind Lagerlöf

Weitere Filme:
- 1991: Goltuppen, Regie: Per Berglund
- 1992: Markisinnan de Sade, Regie: Ingmar Bergman
- 1993: Der Telegraphist (Telegrafisten), Regie: Erik Gustavson
- 1997: Dabei: Ein Clown (Larmar och gör sig till), Regie: Ingmar Bergman
- 1999: Zero Tolerance – Zeugen in Angst (Noll tolerans), Regie: Anders Nilsson
- 1999: Eyes Wide Shut, Regie: Stanley Kubrick
- 2001: Executive Protection – Die Bombe tickt (Livvakterna), Regie: Anders Nilsson
- 2002: Alla älskar Alice, Regie: Richard Hobert
- 2003: Evil (Ondskan), Regie: Mikael Håfström
- 2003: The Third Wave – Die Verschwörung (Den tredje vågen), Regie: Anders Nilsson
- 2003: Om jag vänder mig om, Regie: Björn Runge
- 2008: Maria Wern, Kripo Gotland (Maria Wern, Fernsehserie, 4 Folgen)
- 2008–2009: Verdict Revised – Unschuldig verurteilt (Oskyldigt dömd, Fernsehserie, 12 Folgen)
- 2009–2015: GSI – Spezialeinheit Göteborg (Johan Falk, Fernsehserie, 17 Folgen)
- 2017–2019: Hanna Svensson – Blutsbande (Innan vi dör, Fernsehserie, 10 Folgen 2017, 8 Folgen 2019)

## Auszeichnungen
- Amanda – Auszeichnung als Beste Schauspielerin in Telegrafisten
- Silberner Bär – Auszeichnung als Besondere künstlerische Leistung in Om jag vänder mig om (Schauspielerensemble)
- Guldbagge – Nominierung als Beste weibliche Nebenrolle in Om jag vänder mig om